# Kurarua angustissima
Kurarua angustissima är en skalbaggsart som först beskrevs av Maurice Pic 1903.  Kurarua angustissima ingår i släktet Kurarua och familjen långhorningar. Inga underarter finns listade i Catalogue of Life.